# Josep Ollé i Ollé
Josep Ollé i Ollé (Vallbona d'Anoia, 1921 - Terrassa, 1996) fou un clarinetista i director de cobla català.
Sent el primer de tres germans, es mudà amb tota la seva família a Terrassa per a complir el desig dels seus pares de rebre una bona educació. Estudià als escolapis i començà a formar-se en el clarinet fins que, a l'edat de setze anys, ja mostrà plenes aptituds i facilitats per a tocar en grup ocupant la posició de primer clarinetista a la banda municipal. Tot i així, fent cas al seu pare, Ollé compaginà la música amb la feina a empreses industrials de la ciutat.
Es casà amb la filla de Josep Biosca, pianista referent i estimat a la ciutat de Terrassa. Del seu matrimoni nasqueren cinc fills, tots van adquirir coneixements de solfeig. Un d'ells, en Miquel, fou el fundador de la Cobla Ciutat de Terrassa. Aquesta agrupació de cobla s'inicià l'any 1977 i, després de diverses dificultats amb el caràcter i el tracte dels seus joves components, fou Ollé qui n'assumí el càrrec, portant-los a abandonar la institució amb la determinació de seguir formant-se professionalment afiliats a una altra entitat. Gràcies a aquest precedent, la cobla gaudeix del nivell i el bagatge del que gaudeix actualment.
Durant tota la seva vida, Ollé, tocà com a clarinetista i saxofonista a gran magnitud d'orquestres i formacions passant pels gèneres de la cobla, la sarsuela i la música de ball. Quan la última institució en la que participà es trobà a punt de ser dissolta, coincidí que ell fou el músic més veterà en formar-ne part i el seu fill Miquel el més novell. La dissolució de la banda es produí l'any 1981 obeint als canvis polítics del moment.
Finalment, durant deu o dotze anys, formà part de la junta de l'ASERT fins que comença a emmalaltir.
Morí víctima d'un càncer d'estomac el dia 26 de juliol de 1996.